# Un inspecteur vous demande (film, 1954)
Pour les articles homonymes, voir Un inspecteur vous demande.
Pour plus de détails, voir Fiche technique et Distribution.
Un inspecteur vous demande (An Inspector Calls) est un film britannique réalisé par Guy Hamilton, sorti en 1954, avec Alastair Sim, Arthur Young (en), Olga Lindo (en), Bryan Forbes, Brian Worth (en), Eileen Moore (en) et Jane Wenham (en) dans les rôles principaux.

## Synopsis
En 1912, au sein de la riche famille des Birling, le père Arthur (Arthur Young (en)) est fier de célébrer le mariage entre sa fille Sheila (Eileen Moore (en)) et Gerald Croft (Brian Worth (en)) et ce en compagnie de sa femme, Sybil (Olga Lindo (en)) et de son fils, Eric (Bryan Forbes).
L'arrivée de l'inspecteur Poole (Alastair Sim) et l'annonce par ce dernier du décès d'Eva Smith (Jane Wenham (en)), une ancienne employée des Birling, va faire resurgir le passé douteux des membres de la famille présents en ce soir de mariage.

## Fiche technique
- Titre : Un inspecteur vous demande
- Titre original : An Inspector Calls
- Réalisation : Guy Hamilton
- Scénario : Desmond Davis d'après la pièce de théâtre éponyme de John Boynton Priestley créée à Moscou le 6 juillet 1945.
- Photographie : Edward Scaife
- Musique : Francis Chagrin
- Montage : Alan Osbiston
- Direction artistique : Joseph Bato
- Producteur : A. D. Peters (en)
- Société de production : British Lion Film Corporation
- Pays d'origine : Royaume-Uni
- Format : Noir et blanc
- Genre cinématographique : Film policier, film noir
- Durée : 80 minutes
- Date de sortie :
  -  Royaume-Uni : 16 mars 1954
  -  France : 18 mars 1955

## Distribution
- Alastair Sim : inspecteur Poole
- Arthur Young (en) : Arthur Birling
- Olga Lindo (en) : Sybil Birling
- Eileen Moore (en) : Sheila Birling
- Bryan Forbes : Eric Birling
- Brian Worth (en) : Gerald Croft
- Jane Wenham (en) : Eva Smith
- Norman Bird : Foreman Jones-Collins
- Charles Saynor : sergent de police Arnold Ransom
- John Welsh (en) : M. Timmon
- Barbara Everest : Mme Lefson
- George Woodbridge : Stanley
- George Cole
- Olwen Brookes
- Frances Gowens

## Autour du film
- Ce film a notamment été tourné dans les studios de Shepperton en Angleterre.